# 宮村定男
宮村 定男（みやむら さだお、1915年〈大正4年〉2月19日 - 2011年〈平成23年〉11月25日）は、日本の細菌学者、医師。医学博士。新潟大学名誉教授。趣味はバイオリンと水泳。

## 略歴
新潟県北蒲原郡川東村大字下羽津（現 新発田市下羽津）出身。1931年（昭和6年）3月に新潟中学校を4年で修了（四修）、1934年（昭和9年）3月に新潟高等学校を卒業、1938年（昭和13年）3月に新潟医科大学を卒業。
1938年（昭和13年）3月に新潟医科大学細菌学教室（担任：宮路重嗣教授）副手に就任、12月に助手に就任、1943年（昭和18年）1月に医学博士号を取得、10月に新潟医科大学細菌学教室（担任：伊藤泰一教授）講師に就任。
1944年（昭和19年）6月に新潟医科大学附属医学専門部教授に就任、1946年（昭和21年）1月に新潟医科大学細菌学教室助教授に就任、1951年（昭和26年）4月に新潟大学医学部細菌学教室助教授に就任。
1961年（昭和36年）6月に新潟大学医学部細菌学教室第3代教授に就任、1963年（昭和38年）9月から3カ月間、アメリカに出張し、医学教育と研究施設を視察、1969年（昭和44年）9月に新潟大学評議員に就任。
1973年（昭和48年）10月に新潟大学医学部第10代学部長に就任、1974年（昭和49年）1月に海外協力事業団派遣巡回指導調査団団長として、タイ、インド、スリランカに出張し、大学や研究所で電子顕微鏡などの操作技術を指導。
1980年（昭和55年）4月1日に新潟大学を定年退官、6月に新潟大学名誉教授の称号を受称、1981年（昭和56年）1月に新潟薬科大学教授に就任、4月に新潟医療技術専門学校校長に就任。
1985年（昭和60年）3月に新潟薬科大学を退職、新潟薬科大学名誉教授の称号を受称、1994年（平成6年）4月に学校法人新潟科学技術学園理事長に就任。
1996年（平成8年）3月に新潟医療技術専門学校校長および学校法人新潟科学技術学園理事長を退任。
2011年（平成23年）11月25日午後7時5分に新潟市西区青山の聖園病院で老衰のため死去、96歳没。

## 研究
化学療法、特に薬剤耐性機構の研究を行った。

## 表彰

### 栄典
- 1969年（昭和44年）11月03日 - 第22回新潟日報文化賞（科学部門）「薬剤耐性の機序に関する研究」[17]
- 1988年（昭和63年）04月29日 - 勲二等瑞宝章[18]
- 2011年（平成23年）11月25日 - 従三位[19]

### 称号
- 新潟大学名誉教授
- 新潟薬科大学名誉教授
- 日本細菌学会名誉会員
- 日本化学療法学会名誉会員
- 新潟大学管弦楽団名誉団長

## 親族
- 宮村達男 - 長男[20]、医師、ウイルス学者、第16代国立感染症研究所所長、国立感染症研究所名誉所員。

## 著作物

### 著書
- 『恙虫病研究夜話』考古堂書店、1988年。

### 訳書
- 『近代醫學の建設者』メチニコフ[著]、岩波書店〈岩波新書 98〉、1939年。

### 論文
- CiNii収録論文 - CiNii